# Radioelement
Ein Radioelement ist ein chemisches Element, das ausschließlich radioaktive Isotope besitzt. Dies betrifft die Elemente Technetium  und Promethium (Ordnungszahl 43 und 61), sowie alle Elemente ab der Ordnungszahl 83 (Bismut). Thorium, Uran und das extrem langlebige Bismut sind primordial Radioelemente. Die Elemente von Polonium bis Actinium sowie Protactinium sind in der Natur in Spuren vorhanden, da sie Teil der natürlichen Zerfallsreihen sind. Technetium und Promethium kommen natürlich in extrem kleinen Mengen als Produkte der Spontanspaltung von Uran-238 vor. Auch kosmogenes Plutonium kommt in extrem kleinen Mengen in der Natur vor.

## Natürliche Radioelemente
| Ordnungszahl | Name (Elementsymbol) | Langlebigstes Nuklid (Halbwertszeit) | Entstehung                     |
| ------------ | -------------------- | ------------------------------------ | ------------------------------ |
| 43           | Technetium (Tc)      | 98Tc (4,2·106 Jahre)                 | kosmogen – Spontanspaltung     |
| 61           | Promethium (Pm)      | 145Pm (17,7 Jahre)                   | kosmogen – Spontanspaltung     |
| 83           | Bismut (Bi)          | 209Bi (1,9·1019 Jahre)               | primordial – Neptunium-Reihe   |
| 84           | Polonium (Po)        | 209Po (102 Jahre)                    | kosmogen – Neptunium-Reihe     |
| 85           | Astat (At)           | 210At (8,3 Stunden)                  | Uran-Radium-Reihe              |
| 86           | Radon (Rn)           | 222Rn (3,825 Tage)                   | Uran-Radium-Reihe              |
| 87           | Francium (Fr)        | 223Fr (21,8 Minuten)                 | Uran-Actinium-Reihe            |
| 88           | Radium (Ra)          | 226Ra (1600 Jahre)                   | Uran-Radium-Reihe              |
| 89           | Actinium (Ac)        | 227Ac (21,773 Jahre)                 | Uran-Actinium-Reihe            |
| 90           | Thorium (Th)         | 232Th (1,405·1010 Jahre)             | primordial – Thorium-Reihe     |
| 91           | Protactinium (Pa)    | 231Pa (3,276·104 Jahre)              | Uran-Actinium-Reihe            |
| 92           | Uran (U)             | 238U (4,468·109 Jahre)               | primordial – Uran-Radium-Reihe |
| 93           | Neptunium (Np)       | 237Np (2,144·106 Jahre)              | kosmogen – Neptunium-Reihe     |
| 94           | Plutonium (Pu)       | 244Pu (8,0·107 Jahre)                | primordial – Thorium-Reihe     |
| 95–118       | künstliche Elemente  |                                      | Teilchenbeschleuniger          |

Als erstes Radioelement wurde Uran 1789 von Martin Heinrich Klaproth entdeckt. Aufgrund der extrem hohen Halbwertszeit konnte erst 2003 gezeigt werden, dass auch Bismut ein natürlich vorkommendes Radioelement ist. Eine Quelle für geringfügige Mengen natürlich vorkommender Nuklide ist die Spontanspaltung von 238U in Uranmineralien. Durch Neutroneneinfang im 238U entstehen Spuren der Transurane 239Np und 239Pu. Außerdem sind in den letzten Jahrzehnten durch Kernwaffen und die friedliche Nutzung der Kernenergie künstliche radioaktive Nuklide in Luft, Wasser und Boden gelangt.